# 코니 맥
코닐리어스 맥길리커디(Cornelius McGillicuddy, 1862년 12월 22일 ~ 1956년 2월 8일)는 코니 맥(Connie Mack)이라는 이름으로 잘 알려진 미국의 전 프로 야구 선수이자 감독이다. 선수 시절에는 우투우타 포수로 메이저 리그 베이스볼(MLB)의 워싱턴 내셔널스와 피츠버그 파이리츠, 플레이어스 리그의 버펄로 바이슨스에서 뛰었다. 감독 시절에는 피츠버그 파이리츠와 필라델피아 애슬레틱스를 맡았다. 메이저 리그 감독 역사상 최다 경기(7,755), 최다승(3,731), 최다패(3,948) 기록을 가지고 있다. 1937년 미국 야구 명예의 전당에 입성했다.